# Podagrion diospiri
Podagrion diospiri är en stekelart som beskrevs av Jean Risbec 1951. Podagrion diospiri ingår i släktet Podagrion och familjen gallglanssteklar.
Artens utbredningsområde är Senegal. Inga underarter finns listade i Catalogue of Life.